# Il padrino (The Godfather)/Ciaikovskiana
Il padrino (The Godfather)/Ciaikovskiana è un singolo del duo Santo & Johnny, pubblicato dalla Produttori Associati - Canadian American (catalogo PA/CAN-NP 7048) nel 1972.

## Il disco
Racchiude due strumentali; il brano sul lato A anticipa l'album Famosi temi da films, mentre quello sul retro è estratto dall'LP Classics by Santo & Johnny.
Nel settembre 1972, il singolo raggiunse la posizione #1 nella classifica dei singoli più venduti in Italia, mantenendola per svariate settimane: sarà il più venduto dell'anno.

## I brani

### Il padrino (The Godfather)
Il padrino, presente sul lato A del disco, è una versione strumentale di Speak Softly Love. Ed è il brano composto da Nino Rota per la colonna sonora del film omonimo. La direzione orchestrale è di Natale Massara.

### Ciaikovaskiana
Ciaikovskiana è il brano presente sul lato B del disco. Ed è un arrangiamento dell'Allegro non troppo e molto maestoso del Concerto per pianoforte e orchestra nº 1 di Pëtr Il'ič Čajkovskij. L'elaborazione, la rilettura e la direzione orchestrale sono di Giorgio Gaslini.

## Tracce

### Lato A
1. Il padrino (The Godfather) – 3:00 (musica: Nino Rota; edizioni musicali Chappell)

### Lato B
1. Ciaikovskiana – 2:30 (musica: Pëtr Il'ič Čajkovskij – arr.: Giorgio Gaslini; edizioni musicali Editori Associati)